# ميتينيو
ميتينيو (مواليد 23 أبريل 2003) هو لاعب كرة قدم برازيلي يلعب في مركز خط الوسط في نادي تروا الفرنسي.